# Ејдејрвил (Кентаки)
Ејдејрвил (енгл. Adairville) град је у америчкој савезној држави Кентаки.

## Демографија
По попису из 2010. године број становника је 852, што је 68 (-7,4%) становника мање него 2000. године.
| Група             | 2000.       | 2010.       |
| Белци             | 713 (77,5%) | 672 (78,9%) |
| Афроамериканци    | 172 (18,7%) | 129 (15,1%) |
| Азијати           | 0 (0,0%)    | 0 (0,0%)    |
| Хиспаноамериканци | 24 (2,6%)   | 35 (4,1%)   |
| Укупно            | 920         | 852         |